# Gottfrid Boon
Gottfrid Boon   (Slöinge socken, 19 d'agost de 1886 - Parròquia de Hedvig Eleonora, 28 de març de 1981) fou un pianista i professor de música suec.
Va estudiar el 1907-1915 amb Richard Andersson, als anys vint, va millorar les seves habilitats als cursos d'estiu d'Artur Schnabel a Berlín.
Durant moltes dècades va ser un dels principals educadors escandinaus. El 1928-1953. Professor a l'Escola de Música d'Estocolm. Entre els estudiants de Boon, en particular, Hans Leigraf i Yngve Flyckt. Va estudiar a la classe de piano de Boon Birgit Nilsson, que recordaven aquestes lliçons com un malson (ja que no tenia intenció de convertir-se en pianista), però va dir de Boon com el millor professor de Suècia. El 1961 va fundar la "Gottfried Boon Society" (des del 1974 la "Pro Piano Society") per popularitzar les seves idees docents i donar suport als estudiants dotats.